# Feuerwehr in Frankreich

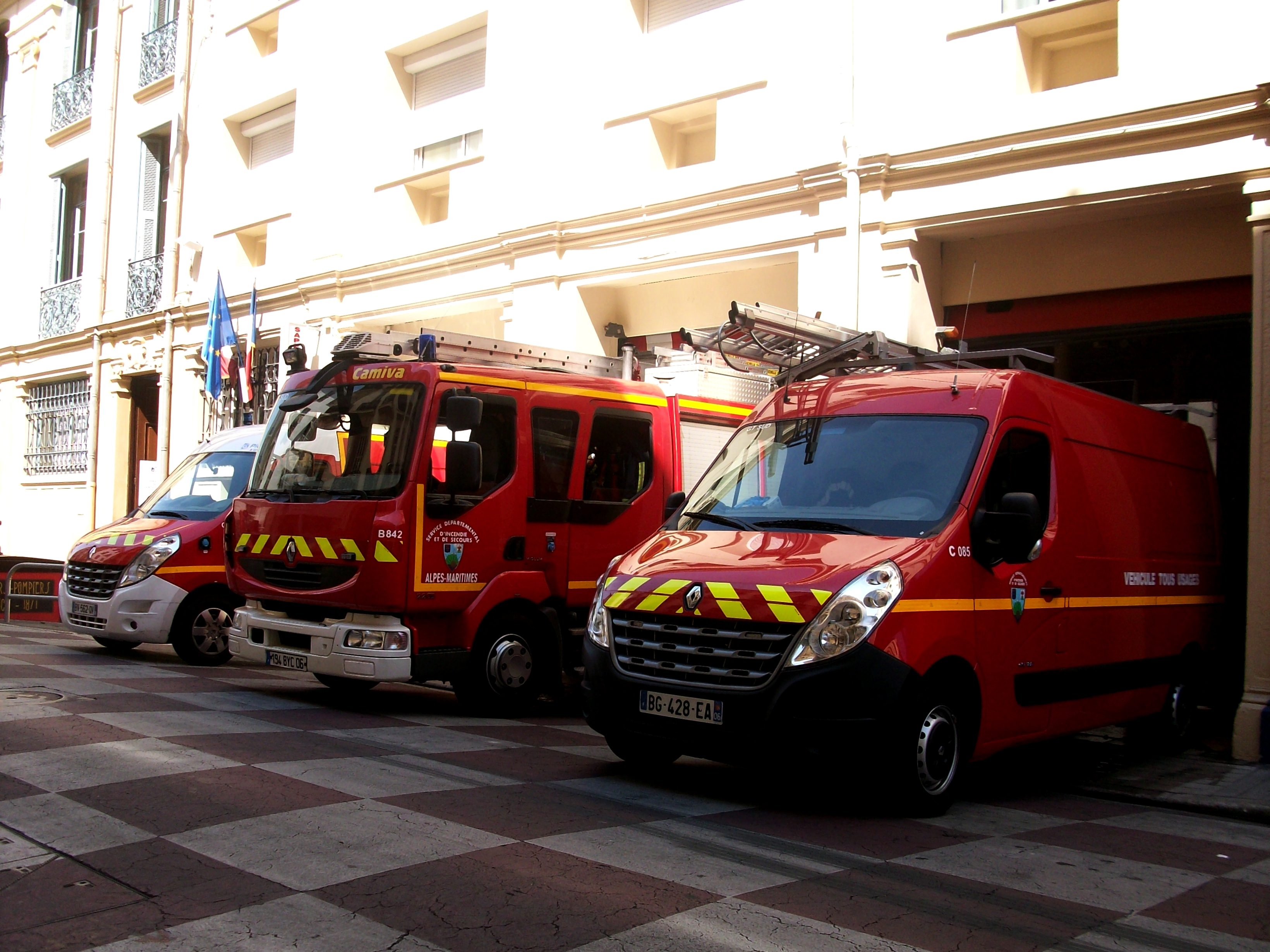
Ziviler Feuerwehrstützpunkt in Nizza

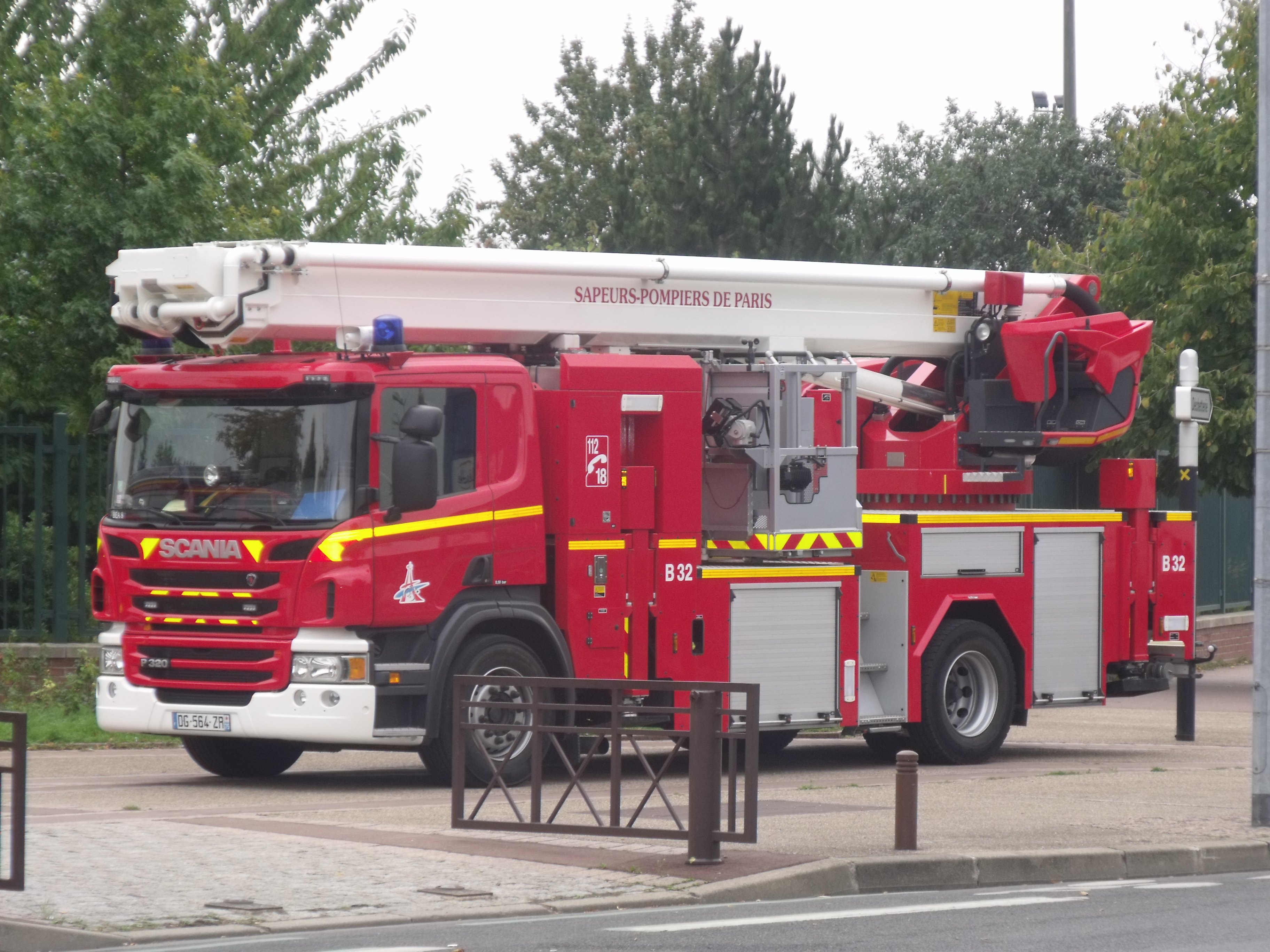
Teleskopmast der Pariser Feuerwehr

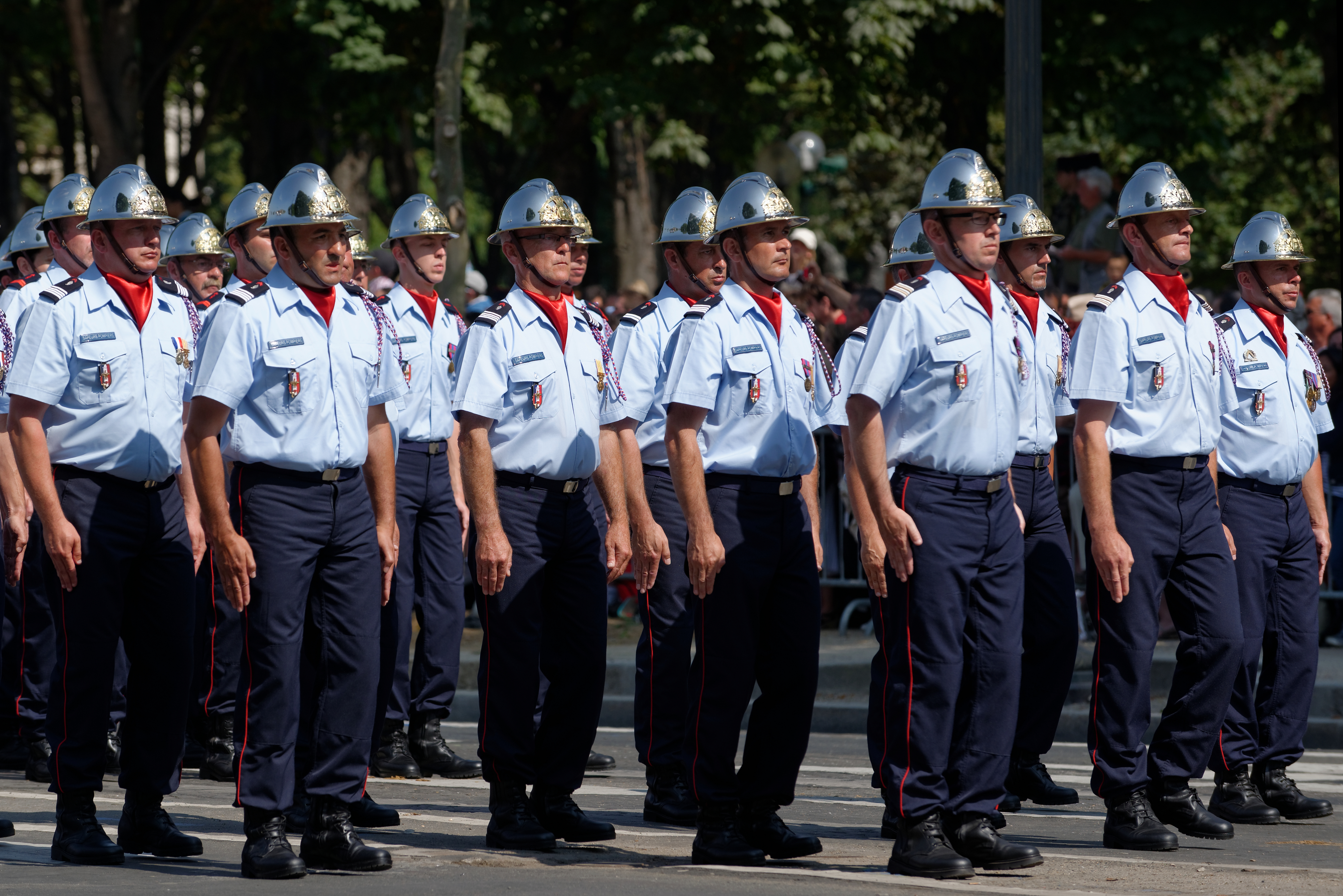
Freiwillige Feuerwehr bei der Parade zum Nationalfeiertag 2013

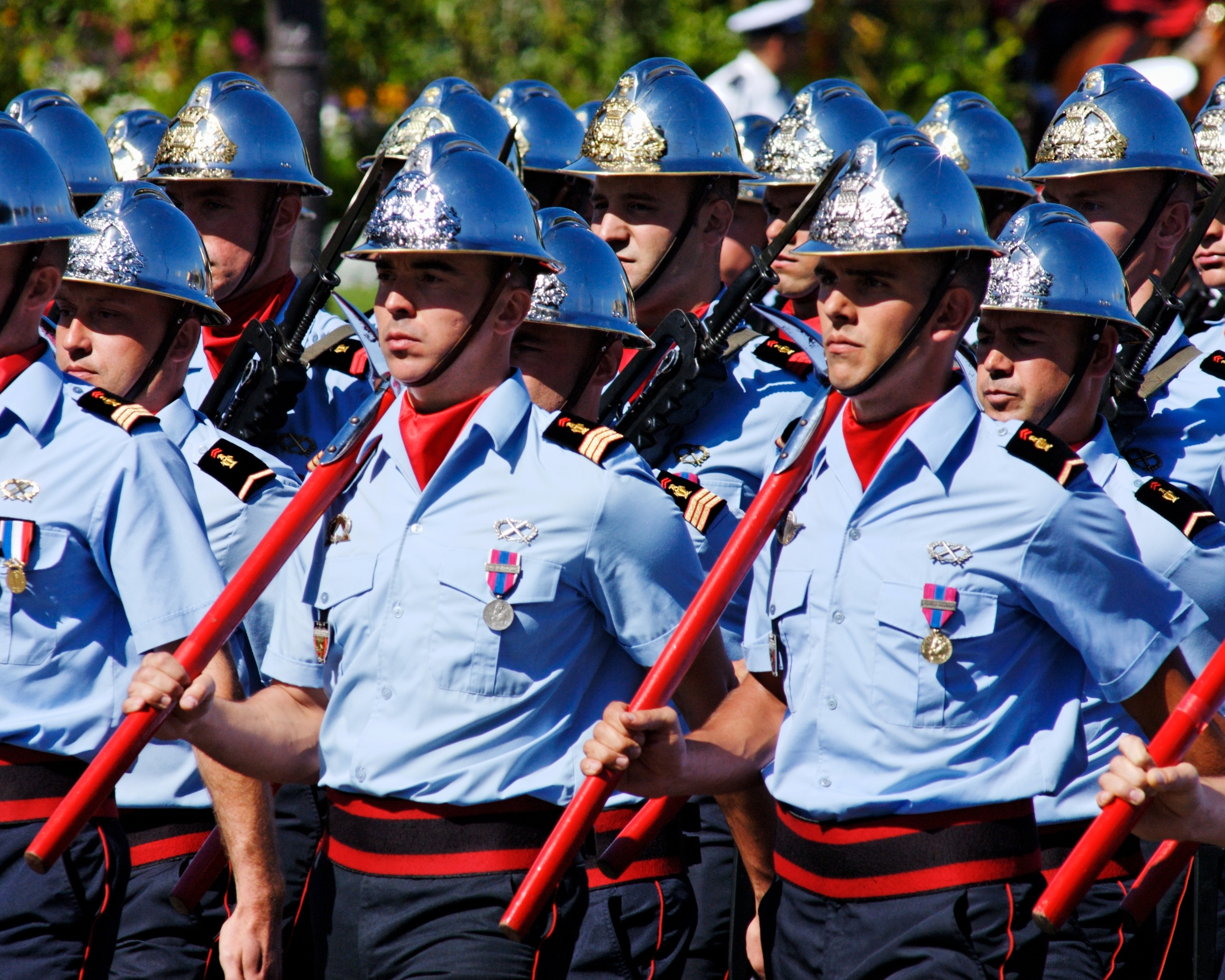
Die Brigade de sapeurs-pompiers de Paris beim Nationalfeiertag 2008

Die Feuerwehr in Frankreich (französisch pompier en France) mit ihrer langen Tradition gehört zu den ersten Feuerwehren in Europa. Die Pariser Feuerwehr (Armee) und das Marinefeuerwehrbataillon von Marseille sind militärische Einheiten, die den Brandschutz in Paris und Marseille sicherstellen. Seit der Neuausrichtung der französischen Landstreitkräfte im Januar 2016 wird dabei die Pariser Feuerwehr vom Commandement terre pour le territoire national geführt. Im übrigen Frankreich gibt es zivile Feuerwehrorganisationen auf Ebene der Départements, die vom französischen Innenministerium beaufsichtigt und ausgebildet werden. Sie unterstehen insbesondere der Direktion für Zivilschutz und Sicherheit (Direction Générale de la Sécurité Civile et de la Gestion de Crise, DGSCGC).

## Allgemeines
In Frankreich bestehen 6227 Feuerwehrhäuser und Feuerwachen, in denen 7542 Löschfahrzeuge und 1195 Drehleitern bzw. Teleskopmaste für Feuerwehreinsätze bereitstehen.
Insgesamt sind 255.050 Personen, davon 56.250 Berufsfeuerwehrleute und 198.800 freiwillige Feuerwehrleute, im Feuerwehrwesen tätig. Der Frauenanteil beträgt 17 Prozent. In den Jugendfeuerwehren sind 27.179 Kinder und Jugendliche organisiert. Die französischen Feuerwehren wurden im Jahr 2019 zu 4.819.900 Einsätzen alarmiert, dabei waren 316.100 Brände zu löschen und zu einem hohen Anteil Rettungsdiensttätigkeiten vorzunehmen und Krankentransporte durchzuführen. Es wurden 261 Tote von den Feuerwehren bei Bränden geborgen und 1289 Verletzte gerettet.
Die zivile Feuerwehr wird durch die Départements organisiert. Jedes Département verfügt über einen Service Departmentaux d’Incendie et de Secours (SDIS, Feuerwehr- und Rettungsdienst des Départements), der bis auf die folgenden Ausnahmen für Einsätze auf seinem Gebiet zuständig ist:
- Paris und die drei Départements Hauts-de-Seine, Seine-Saint-Denis und Val-de-Marne werden von der militärisch organisierten Pariser Feuerwehr betreut.
- Bouches-du-Rhône mit Marseille wird vom Marinefeuerwehrbataillon Marseille und dem zivilen SDIS Bouches-du-Rhône abgedeckt.
- Die Metropole Lyon und das Département Rhône sind beide durch den SDIS Rhône abgedeckt, was die Grenzen vor 2015 widerspiegelt.
- Korsika ist auf zwei Feuerwehreinheiten aufgeteilt, was die von 1975 bis 2017 bestehenden Départements widerspiegelt.
- Die Europäische Gebietskörperschaft Elsass bildet seit 2020 einen Services territoriaux d’incendie et de secours (STIS).[5]

## Geschichte
Als erste Berufsfeuerwehr wurde die Pariser Feuerwehr im Jahr 1793 unter dem Namen Corps des gardes-pompes de la ville de Paris gegründet. Nach dem Brand der österreichischen Botschaft am 1. Juli 1810 erklärte Napoleon dieses Corps im Jahr 1811 unter dem neuen Namen Bataillon de sapeurs-pompiers de Paris zu einer militärischen Einheit. Im Jahr 1867 nahm diese Feuerwehr den Namen Régiment de sapeurs-pompiers de Paris und 1967 schließlich den heutigen Namen Brigade de sapeurs-pompiers de Paris an. Das Bataillon de marins-pompiers de Marseille, dessen Wurzeln auf das Jahr 1719 zurückgehen, ist ebenfalls eine militärische Einheit und stellt seit 1816 die Berufsfeuerwehr der französischen Hafenstadt Marseille.
Die in der Französischen Revolution entstandene Nationalgarde war dagegen in den meisten anderen Gemeinden Frankreichs auch für die Brandbekämpfung verantwortlich. Nach der Auflösung der Nationalgarde 1871 war es das Ziel der Regierung, einen Dienst zu organisieren, der auf Brandbekämpfung und Rettung im Katastrophenfall spezialisiert wäre. In diesem Rahmen wurden mit dem Dekret vom 29. September 1875 kommunale, militärisch organisierte Feuerwehrkorps gegründet, die dem Innenministerium unterstanden. Der Weltfeuerwehrverband CTIF wurde am 16. August 1900 in Paris als „Großer Internationaler Feuerwehrrat“ während der Weltausstellung gegründet. In der Zeit zwischen den beiden Weltkriegen wurde die Organisation der kommunalen Feuerwehren grundlegend überarbeitet. Ein Dekret vom 13. August 1925 sah vor, dass die Feuerwehren nunmehr Zivilbeamte seien, die dem Innenministerium unterstellt sind. Ein Dekret vom 12. November 1938 ermöglichte die Organisation der Rettungsdienste und der Brandbekämpfung auf gemeindeübergreifender Ebene oder auf Ebene des Départements.
In Reaktion auf die großen Waldbrände in der Gascogne, die vor allem in den 1940er-Jahren wüteten, wurden per Dekret vom 25. März 1947 drei Waldfeuerwehren (Corps de sapeurs-pompiers forestiers) gegründet. Ein Dekret vom 20. Mai 1955 schuf schließlich die Services départementaux de protection contre l’incendie geschaffen. Diese Einrichtungen sind bis heute in leicht veränderter Form öffentliche Einrichtungen mit eigener Rechtspersönlichkeit und finanzieller Autonomie, die auch die Freiwilligen Feuerwehren in den Kommunen unterstützen.
Bis zum Jahr 1984 war die Polizei für den Rettungsdienst und den Krankentransport zuständig (Police secours). Danach wurden diese Bereiche mit allen Verantwortlichkeiten auf die Feuerwehr übertragen.
Internationale Anerkennung erfuhr die französische Feuerwehr durch die Brandbekämpfung an der historischen Kathedrale Notre-Dame am 15. April 2019, bei dem mehr als 500 Feuerwehrleute im Einsatz waren und bedeutende Kunstwerke gerettet werden konnten.

## Feuerwehrverband

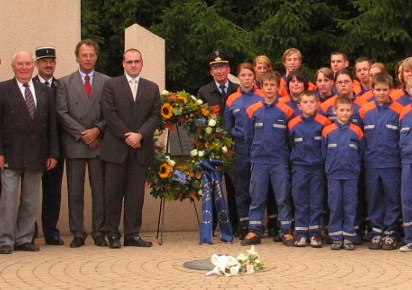
Kreisjugendfeuerwehr Limburg-Weilburg an der Gedenkstätte Grand-Failly

Die Fédération nationale des sapeurs-pompiers de France (Feuerwehrverband) repräsentiert die französischen Feuerwehren mit ihren über 250.000 Feuerwehrangehörigen im Weltfeuerwehrverband CTIF (Comité technique international de prévention et d’extinction du feu) seit dessen Gründung am 16. August 1900 in Paris. Darüber hinaus bestehen Verbindungen insbesondere zu europäischen Feuerwehrverbänden, wie dem Deutschen Feuerwehrverband. Internationalen Begegnungen erfolgen insbesondere bei Jugendfeuerwehren, wie im August 2005 in Grand-Failly durch die Kreisjugendfeuerwehr Limburg-Weilburg mit dem Feuerwehrverbandsvorsitzenden Franz-Josef Sehr, dem Ersten Kreisbeigeordneten Manfred Michel (CDU) und Bundestagsabgeordneten Holger Haibach (CDU).

Symbol der französischen Notrufnummer 18

## Dienstgrade
- Dienstgrade der Feuerwehr in Frankreich